# Aeroporto di Anversa-Deurne
L'Aeroporto di Anversa/Deurne (IATA: ANR, ICAO: EBAW), è un aeroporto belga situato nel distretto urbano di Deurne a circa 3 km a Sud-Est dal centro della città di Anversa, capoluogo dell'omonima provincia nella Regione delle Fiandre.
La struttura, posta all'altitudine di 12 m / 39 ft sul livello del mare, è dotata di una sola pista con fondo in asfalto lunga 1 510 m e larga 45 m (4 954 x 148 ft) con orientamento 13/31 e dotata di impianto di illuminazione ad alta intensità (HIRL).
L'aeroporto è gestito dalla Antwerp Airport Authority, effettua attività secondo le regole e gli orari sia IFR che VFR ed è aperto al traffico commerciale. Effettua pochi voli, perlopiù charter, a causa della vicinanza con Bruxelles, il cui aeroporto è il principale di tutto il Belgio

## Design
Nel marzo del 1929 l'allora ministro dei trasporti Maurice Lippens August indisse una gara per la costruzione di un nuovo terminal. Ci furono nove proposte e la giuria composta di architetti scelse il progetto degli architetti Van Riel e Jansen ma Lippens giunse a una differente decisione optando per il progetto di Stanislas Jasinski, preferito dagli esperti di aviazioni e dai minori costi di costruzione. Si tratta di un chiaro esempio di modernismo e uno dei pochi ancora rimasti al mondo. Aperto ufficialmente il 10 settembre 1930, rimase intatto fino al 1980 quando fu ristrutturato. La situazione cambiò dopo il 2000 quando fu adottato un nuovo piano generale di modernizzazione dell'aeroporto che comunque conservò lo stile dell'edificio.

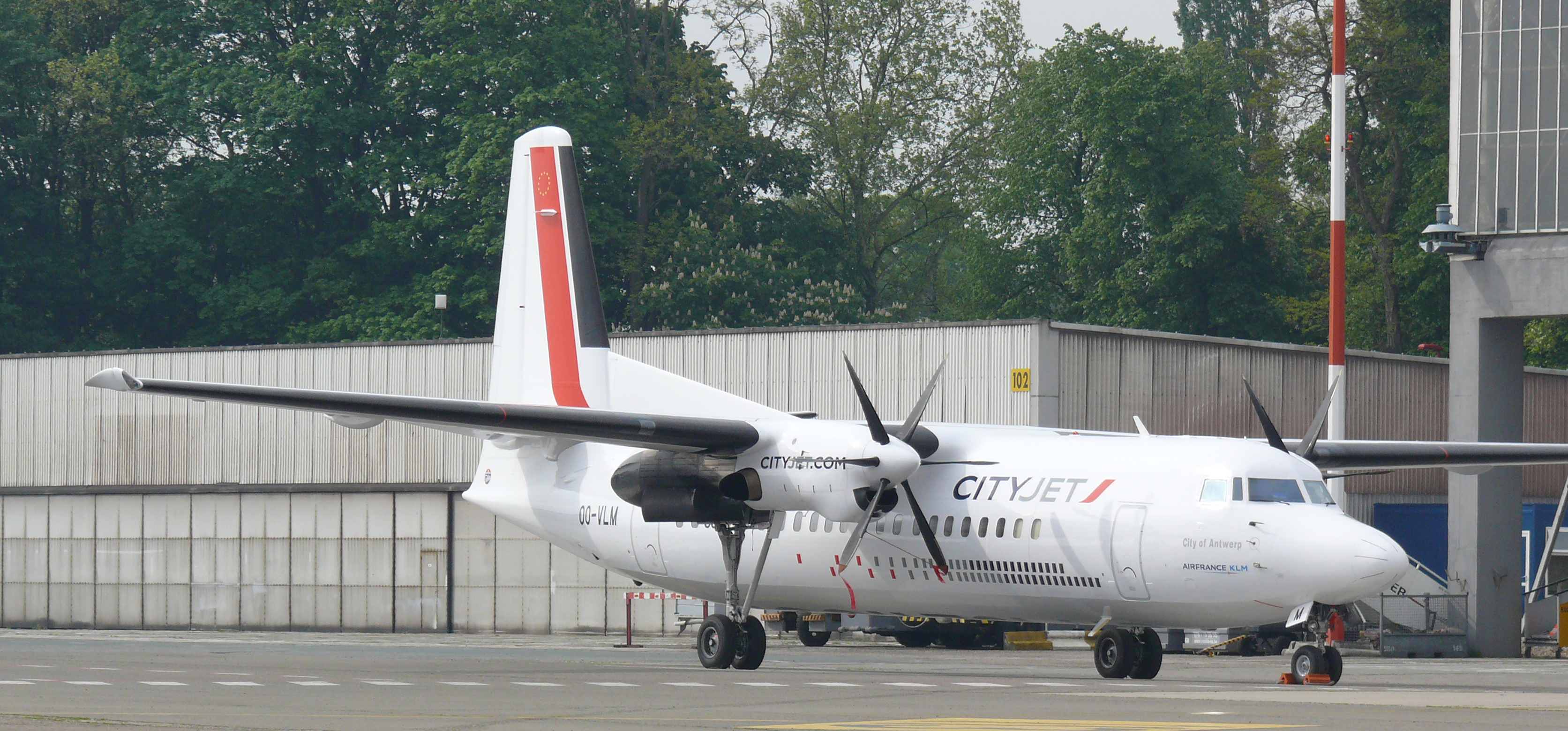
Il Fokker F50 marche OO-VLM della compagnia aerea irlandese CityJet in sosta all'aeroporto nel 2010.